# Wilhelm Gerhard Gehring
Wilhelm Gerhard Gehring (ur. 14 stycznia 1901 w Osnabrücku, zm. 24 stycznia 1948 w Krakowie) – zbrodniarz hitlerowski, członek załogi obozu koncentracyjnego Auschwitz-Birkenau i SS-Hauptscharführer.

## Życiorys
Urodził się w Osnabrücku. Ukończył szkołę powszechną, a z zawodu był ślusarzem. Do NSDAP wstąpił w styczniu 1933, a do SS w październiku 1934. Po sześcioletnim pobycie w różnych obozach koncentracyjnych na terenie Niemiec (między innymi w Oranienburgu i Wawelsbergu) do Auschwitz przybył w końcu stycznia 1942. Gehring pełnił w obozie głównym do końca 1943 kolejno funkcje: kierownika komanda więźniarskiego (Kommandoführera), blokowego (Blockführera) i nadzorcy aresztu (bloku 11). Następnie przeniesiono go do Monowic, gdzie był blokowym i kierownikiem komanda więźniarskiego. Od 18 lipca 1944 aż do 23 stycznia 1945 Gehring sprawował funkcję komendanta podobozu Eintrachthütte w Świętochłowicach.
Gehring w trakcie pobytu w obozie Auschwitz-Birkenau pełnił różne funkcje, w tym był blockführerem w bloku 11 (nazywanym „blokiem śmierci”). Podobnie jak wielu innych esesmanów, dopuścił się licznych zbrodni na więźniach obozu. Między innymi przeprowadził znaczną liczbę egzekucji przy Czarnej Ścianie koło bloku 11. Okrutnie też traktował więźniów, wielokrotnie ich maltretując i bijąc, także w podobozie Eintrachthütte, gdzie w ten sposób dawał przykład esesmanom, jak mieli traktować więźniów.
Po wojnie, w pierwszym procesie oświęcimskim, 22 grudnia 1947 Najwyższy Trybunał Narodowy w Krakowie skazał Gehringa na karę śmierci. Wyrok wykonano przez powieszenie w więzieniu Montelupich.